# Abdoulaye Soumare
Abdoulaye Soumare (Saint-Ouen, 7 november 1980) is een Franse voetballer. Hij is het voorlaatste kind van een gezin van 8 kinderen, van wie 5 jongens. Zijn vader komt van Mali en zijn moeder is Senegalese. Zijn vader was drukker (nu in pensioen) en zijn moeder huisvrouw. Hij is ongehuwd en heeft geen kinderen. Hij is 1.78 groot en weegt ongeveer 75kg. Sinds juni 2011 speelt hij bij RCS Verviers. Soumare is aanvallende middenvelder (linkerflank).

## Voetbalcarrière
Soumares vader besliste om hem in te schrijven bij Red Star toen hij 8 jaar oud was. De club kwam toen uit CFA, het vierde echelon van het Franse voetbal. Abdoulaye Soumare kwam op 21-jarige leeftijd naar België. Jean-Claude Bra was een gewezen voetballer van Luik en ook voorzitter van Red Star. Hij stelde Soumare voor aan Henri Depirieux, de toen kersverse trainer van RFC de Liège (tweedeklasser). Hij moest nieuwe voetballers zoeken voor Luik. Voor Soumare was dit een mooie kans, aangezien hij geen enkel voorstel had van een Franse club. Bovendien had Red Star toen financiële problemen. Beetje bij beetje tuimelde Luik naar vierde klasse, ondanks de 18 doelpunten van Soumare. Hij werd daardoor wel opgemerkt en kon kiezen voor AJ Auxerre of Excelsior Moeskroen. Na lang twijfelen koos hij toch voor Moeskroen, maar daar bleef hij maar 3 maanden. Er was volgens Soumare te veel concurrentie voor de linkerflank. Hij kwam dan bij eersteklasse KSV Roeselare terecht waar hij een contract kreeg van 2 jaar. Daar is hij verwezen naar de invallers na een aantal incidenten in het begin van het seizoen. Hij beschikte niet over een geldig paspoort om naar Macedonië te gaan voor de UEFA Cup, hij had geen geldige identiteitskaart voor een Europese match in Cyprus, hij miste trainingen zonder geldige reden, ...

## Clubs
- 1988-2002: Red Star Paris
- 2002-2004: RFC de Liège
- 2004-2005: Excelsior Moeskroen
- 2005-2007: KSV Roeselare
- 2007: RFC de Liège
- 2007-2008: RE Virton
- 2008: RC Mechelen
- 2008-2009: UR Namur
- 2009-2011: RFC Sérésien
- 2011-... : RCS Verviers